# Вилья-Авила-Камачо (Пуэбла)
Вилья-Авила-Камачо (исп. Villa Ávila Camacho, Puebla) — муниципалитет в Мексике, входит в штат Пуэбла. Население 9158 человек.